# 내면중학교
내면중학교(內面中學校)는 대한민국 강원특별자치도 홍천군 내면 창촌리에 있는 공립 중학교이다.

## 학교 연혁
- 1955년 4월 20일 : 내면중학교 설립인가
- 1955년 5월 20일 : 내면중학교 개교
- 1956년 2월 27일 : 제1회 졸업식 거행
- 2023년 9월 1일 : 제28대 김성기 교장 부임
- 2023년 12월 29일 : 제69회 졸업식(총 4,052명)
- 2024년 3월 4일 : 2024학년도 입학식(입학생 8명)

## 참고 자료
- 내면중학교 - 한국교육학술정보원 학교알리미